# Shijian 1
Shijian 1 (chinesisch 實踐一號 / 实践一号, Pinyin Shíjiàn Yī Háo, deutsch: etwa „Praxiserprobung 1“) war der erste Forschungs- und Technologieerprobungssatellit der Volksrepublik China. Nach dem Start mit einer Trägerrakete des Typs Langer Marsch 1 vom Kosmodrom Jiuquan am 3. März 1971 arbeitete er bis zu seinem Absturz am 17. Juni 1979 acht Jahre lang im All.

## Geschichte
Kurz nach der Gründung der Chinesischen Akademie für Weltraumtechnologie am 20. Februar 1968, noch während man an Chinas erstem Satelliten Dong Fang Hong I arbeitete, begann man dort parallel dazu einen weiteren Satelliten zu entwickeln. Während Dong Fang Hong I nur um die Erde kreisen und ein aufgezeichnetes Lied senden sollte, wollte man mit dem neuen, „Shijian 1“ genannten Satelliten Technologien erproben und ein Jahr lang weltraumwissenschaftliche Forschung betreiben.
Die Stromversorgung bei Dong Fang Hong I bestand aus Nickel-Cadmium-Akkumulatoren, die nach dem Start jedoch nicht wieder aufgeladen werden konnten. Bei Shijian 1 wollte man dies nun mittels Solarzellen bewerkstelligen. Das Ingenieurbüro für Satellitenbau der Chinesischen Akademie der Wissenschaften, eines der Institute, die 1968 die Chinesische Akademie für Weltraumtechnologie bildeten, hatte seit 1965 Forschungen zu diesem Komplex durchgeführt, auf die man nun aufbauen konnte. Auch mit der aktiven Temperaturregelung eines Satelliten hatte sich die intern „Ingenieurbüro 651“ genannte Einrichtung seit 1965 befasst.
Neben dem Satellitenbau betrieb das Ingenieurbüro 651 auch weltraumphysikalische Forschungen, speziell zur Ionosphäre und ihrer Interaktion mit Kurzwellenfunk, wofür man Höhenforschungsraketen vom Typ T-7A nutzte. Für diese Experimente hatte eine Gruppe unter der Leitung von Zhou Wei (周炜) eine Ultrakurzwellen-Funkbake mit einer Sendefrequenz von 202 MHz entwickelt, mit der es möglich war, die Flugbahn der Rakete bis in eine Höhe von 100 km zu verfolgen.
Für die Bahnverfolgung von Dong Fang Hong I hatte man eine verbesserte Version dieser Bake entwickelt, von der im September 1969 fünf Exemplare ausgeliefert wurden. Eines wurde bei Dong Fang Hong I eingebaut, ein weiteres Exemplar ging an das Shijian-1-Projekt.
Ende 1969 wurde ein 1:1-Modell des Satelliten angefertigt. Im Mai 1970, nach dem erfolgreichen Start von Dong Fang Hong I am 24. April 1970, wurde die endgültige Ausführung von Shijian 1 festgelegt. Nach Tests der Nutzlasten und einzelnen Systeme wurde der Satellit montiert und am 3. Januar 1971 zum Kosmodrom Jiuquan gebracht. Am 3. März 1971 um 12:04 Uhr UTC erfolgte der Start mit der dreistufigen Trägerrakete Langer Marsch 1.

## Aufbau
Shijian 1 war wie sein Vorgängersatellit Dong Fang Hong I spinstabilisiert. Die dritte, mit Festtreibstoff arbeitende Stufe der Trägerrakete besaß eine kleine seitliche Feststoffrakete, die sie drei Sekunden nach dem Abtrennen von der zweiten Stufe in eine Rotation um die Längsachse versetzte (180 Umdrehungen pro Minute). 3,5 Sekunden später zündete dann das Haupttriebwerk der dritten Stufe. Als der Satellit in seiner endgültigen Umlaufbahn ausgesetzt wurde, behielt er die Rotation bei.
Auch das annähernd kugelförmige Gehäuse des 221 kg schweren Satelliten war von Dong Fang Hong I übernommen. Ober- und unterhalb einer ringförmigen Mittelsektion von 1 m Durchmesser befanden sich zwei aus jeweils 36 kleinen Paneelen bestehende Halbschalen, über die jeweils 14 Silicium-Solarmodule verteilt waren.
Shijian 1 besaß insgesamt fünf Stabantennen: eine kleine UKW-Antenne oben auf dem Gehäuse für die Funkbake und vier längere, um den Mittelring verteilte Kurzwellen-Antennen für die Übertragung der Telemetrie- und Nutzlastdaten bei 19,995 MHz und 20,009 MHz.
Letzteres war die Frequenz, auf der auch Dong Fang Hong I sein Lied sendete.
Die Kurzwellen-Antennen waren für den Start nach hinten angelegt und wurden erst nach Erreichen der Umlaufbahn in eine strahlenförmige Position gebracht. Die primäre Stromversorgung mit Solarmodulen und Nickel-Cadmium-Akkumulatoren für die Zeiten, wo sich der Satellit im Erdschatten befand, sollte sich im Laufe der Mission sehr bewähren. Zur Sicherheit hatte man Shijian 1 jedoch auch mit Silberoxid-Zink-Batterien ausgestattet.

## Nutzlasten
Shijian 1 besaß vier, rund um die zentrale Kammer mit Batterien und Funkgeräten in jeweils einer eigenen Kammer direkt unter der Außenhaut angeordnete Instrumente:
- Geiger-Müller-Zählrohr zur Messung der kosmischen Strahlung. Es wurde der Fluss von Elektronen mit einer Energie von mehr als 0,88 MeV und von Protonen mit einer Energie von mehr als 16,4 MeV gemessen.
- Integrierende Ionisationskammer mit Beryllium-Fenster zur Messung der von der Sonne kommenden Röntgenstrahlung.[1]
- Gerät zur Messung des Magnetfelds in der Hochatmosphäre.
- Gerät zur Messung der Wärmeübertragung durch die Sonnenstrahlung auf das Gehäuse.[11][9]

Durch die exzentrische Bahn konnte Shijian 1 im Bereich zwischen 266 km und 1826 km über der Erde Messungen durchführen. Am 11. Juni 1979 begann seine Bahn plötzlich abzusinken, die Messinstrumente übertrugen jedoch bis kurz vor dem Eintritt in die Atmosphäre, wo der Satellit am 17. Juni 1979 verglühte, weiterhin Daten.
Damit war Shijian 1 sieben Jahre länger als geplant in Betrieb.